# Epinephelus costae
Epinephelus costae är en fiskart som först beskrevs av Steindachner, 1878.  Epinephelus costae ingår i släktet Epinephelus och familjen havsabborrfiskar. IUCN kategoriserar arten globalt som otillräckligt studerad. Inga underarter finns listade i Catalogue of Life.